# Piroskantáros egérmadár
A piroskantáros egérmadár vagy vörösarcú egérmadár (Urocolius indicus) a madarak osztályának egérmadár-alakúak (Coliiformes) rendjébe és az egérmadárfélék (Coliidae) családjába tartozó faj.

## Előfordulása
Dél-Afrika beleértve a Kongói Demokratikus Köztársaság, Zambia, Tanzánia területét, egészen Fokvárosig. Ezeken a területeken közönséges. Fő élőhelye a sűrű bozótos szavanna, de kedveli a nyíltabb fás térségeket, kerteket és gyümölcsösöket is.

## Alfajai
- Urocolius indicus indicus
- Urocolius indicus lateifrons
- Urocolius indicus lualabae
- Urocolius indicus mossambicus
- Urocolius indicus pallidus
- Urocolius indicus transvaalensis

## Megjelenése
Testhossza 34 centiméter. Nevét piros, csupasz maszkjáról kapta, mely csőrén és szeme körül ékeskedik. Csőre egyébként fekete, mellkasa és bóbitás feje halvány fahéj színű, hasa fehéres, a lába piros, többi része kékesszürke beütésű. A hím és a nőstény eléggé egyformák, a fiataloknak viszont hiányzik a bóbitájuk és a maszkjuk zöldes színű.
Hangja "tsee-tee-tee".

## Életmódja
Növényevő, tápláléka gyümölcsből, bogyókból, levelekből, magvakból és nektárból áll. Röpte gyors és erőteljes, közvetlenül tápláléktól táplálékig tart. Társas madár, csapatokban (általában féltucatan, de néha még 15-nél is többen) esznek, tollászgatják egymást és pihennek éjszaka. Az összes egérmadár közül a legóvatosabb.

## Szaporodása
Szaporodási időszaka júniustól februárig tart. Tágas,  csésze alakú fészkét , növényi anyagokból készíti, amit másfajta anyagokkal (például birkagyapjú) egészít ki. Fészekalja 2-6 tojásból áll, melyet 2 hét alatt kikölt.

## Külső hivatkozás
- Képek az interneten a fajról
- Elterjedési térképe
- Ibc.lynxeds.com - videó a fajról